# Kendall Cross (zapaśnik)

Zawodnik Oklahoma State Cowboys

Kendall Duane Cross (ur. 24 lutego 1968 w Hardin) – amerykański zapaśnik w stylu wolnym. Złoty medalista Igrzysk Olimpijskich w Atlancie 1996, szóste miejsce w Barcelonie 1992 w kategorii do 57 kg. Brązowy medalista na mistrzostwach panamerykańskich. Zdobywca Pucharu Świata w 1997 roku.
Zawodnik Mustang High School z Mustang i Oklahoma State University. Trzy razy All-American (1988–1990) w NCAA Division I, pierwszy w 1989; trzeci w 1990; szósty w 1988 roku.